# Невьянская башня
Невья́нская ба́шня — наклонная башня, расположенная в центре Невьянска, была построена в 1721—1725 годах по приказу Акинфия Никитича Демидова. Входит в состав Невьянского государственного историко-архитектурного музея.
Высота башни — 57,5 метров, основание в плане представляет собой квадрат со стороной около 9 метров. Отклонение башни от вертикали — около 1,85 м в верхней точке, наибольший угол наклона наблюдается у нижнего яруса (3° 16').
Башня является символом Невьянска — она изображена на гербе города, упоминается в бонистике и нумизматике. Башне посвящена серебряная монета Банка России 2007 года выпуска, а в постсоветский период была выпущена бона с её изображением — купюра номиналом в 5 уральских франков 1991 года. Также башня является эмблемой объединения «Демидовский институт», занимающегося изучением истории Урала.

## История
После того как 21 сентября 1720 года Никите Демидову был пожалован титул дворянина, в 1721 году была заложена фамильная башня Демидовых в Невьянске. А 1 января 1725 года она уже была достроена как башня памяти комиссара Невьянских заводов Никиты Демидова.
Строительство башни проходило в 1721—1725 годах. К сожалению, нет достоверных данных о том, кто её спроектировал. Принято также считать, что строительство было начато по приказу самого Акинфия Демидова. Башня исполняла роль колокольни, сторожевого пункта, заводского архива, конторы, лаборатории и тюрьмы. Первое описание Невьянской башни появилось в чертеже горного чиновника Михаила Кутузова, датируемом 1729—1734 годами. Затем её описание встречается в книге академика Иоганна Гмелина «Путешествие по Сибири», опубликованной в 1751 году
Современными архитекторами это сооружение классифицируется не как падающее, а именно как наклонное. Существует несколько версий, поясняющих причины наклона башни. Одной из наиболее распространённых является версия о том, что подвал башни был некогда затоплен, чтобы скрыть работу Демидова от ревизора, однако эта версия не находит подтверждения у современных специалистов, обследовавших постройку. Вероятнее всего, наклон башни — это или результат задумки зодчего, или ошибка при строительстве. Первый ярус башни отклонён от вертикальной оси достаточно сильно — почти на два метра. Верхние же этажи имеют небольшой наклон в противоположную сторону. Таким образом, можно сделать вывод о том, что строители просто пытались компенсировать свою ошибку, сделанную на этапе закладки фундамента и стен.
Башня была возведена возле старой береговой линии пруда, в непосредственной близости от реки Нейва, и при строительстве двух третей четверика он дал осадок и начал крениться. Дабы компенсировать крен, дальнейшая стройка восьмерика шла с креном в другую сторону, удерживая центр тяжести. Таким образом, башня приобрела саблевидный изгиб.
В марте 2024 года местные власти сообщили о запланированной на 2025 год реконструкции башни. Сначала было объявлено о старте работ в начале января 2025 года, затем в феврале. В конце февраля предварительная дата закрытия Невьянской наклонной башни на ремонт была перенесена на начало апреля 2025 года.

## Устройство башни
Башня представляет собой массивный четверик со стороной основания 9,2 метра и толщиной стен в нижней части — до 1,78 метра, в верхней — до 1,5 метра, сверху которого надстроены три восьмигранных яруса, снабжённые балконами. Внутри она разделена на девять уровней (этажей). Функциональное назначение ряда этажей до сих пор не ясно. Достоверно известно, что на втором находился личный кабинет Демидова. На третьем этаже находилась пробирная лаборатория, здесь же располагались печи. В саже, взятой из их дымоходов, исследователи обнаружили следы серебра и золота. Есть несколько версий того, как они могли там оказаться. Согласно одной из них, Демидов чеканил в лаборатории фальшивые монеты. По другой — здесь он втайне от государственной казны выплавлял серебро и золото, которое добывалось на его рудниках на Алтае.
Ещё выше находится так называемая «акустическая комната», в которой, стоя в одном углу, можно чётко слышать, что говорят в углу противоположном. Эффект этот связан с особой формой сводчатого и слегка приплюснутого потолка комнаты. На пятом и шестом этажах расположены лестницы.
На седьмом и восьмом этажах располагаются куранты с музыкальным боем. Механизм привезён по специальному заказу из Англии. Созданием занимался английский часовщик Ричард Фелпс в 1730 году. Фелпс также изготовил колокола для часового механизма. Имя часового мастера остаётся неизвестным. Часы были куплены в 1732 году Демидовым за 5000 рублей золотом, при том что возведение самой башни обошлось ему чуть более 4000 рублей. Невьянские куранты могут наигрывать несколько разных мелодий. Механический и музыкальный механизмы с тремя заводными валами, первый вызванивает каждую четверть часа, второй — бой получасов и часов, третий — бой курантов. Механизм приводится в действие двумя гирями массой 32 кг, а точность хода осуществляется маятником массой около 32 кг. Ниша под грузы курантов проходит по всей длине башни. Часы имеют три циферблата, десять музыкальных колоколов массой около четырёх тонн. Изначально музыкальный вал курантов был запрограммирован на 18 английских мелодий, в XIX веке они играли «Боже, царя храни!», а в конце 1930-х годов — «Широка страна моя родная», с 1985 года и по настоящее время куранты исполняют песню «Славься» — фрагмент из оперы «Иван Сусанин» М. И. Глинки.
Все внутренние помещения и лестницы в башне достаточно тесные. Перила не предусмотрены. Стены башни местами стянуты железными балками, выходящими наружу и закрепленными специальными замками. Современные реставраторы установили на потолках механические манометры, следящие за наклоном конструкций сооружения. Толщина стен башни — до 2 метров в нижней части и до 30 сантиметров в верхней.
На последнем ярусе располагается небольшая смотровая площадка. Над крышей башни возвышается металлический шпиль с установленным на нём флюгером, сделанным из просечного железа, в котором выбит герб Демидовых. Масса флюгера — 25 килограммов. К шпилю подведено заземление. Таким образом, башня была оснащена молниеотводом за четверть века до того, как он был сконструирован Бенджамином Франклином

## Описание
При строительстве впервые были применены железочугунные балки сечением 190×145 мм, работающие по принципу современных железобетонных конструкций — чугун на сжатие, а железные стержни на растяжение. Нижняя часть балок как зона растяжения по всей 6-метровой длине усилена стержнями, врезанными в тело чугуна.

## Охрана
Постановлением Совета Министров РСФСР № 1327 от 30 августа 1960 года башня включена в список исторических памятников, подлежащих охране как памятники государственного значения.

## Галерея

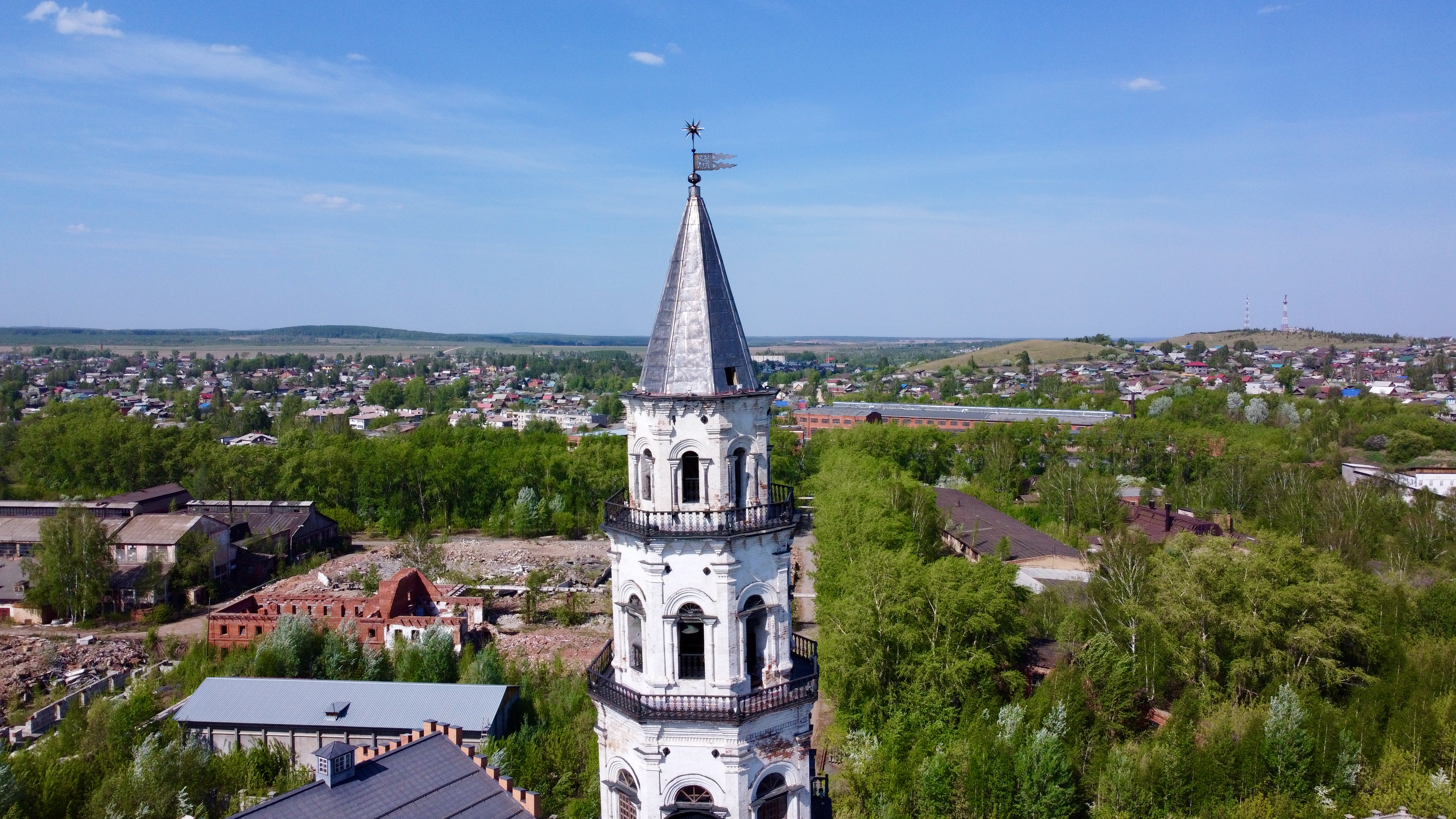
Верхние ярусы
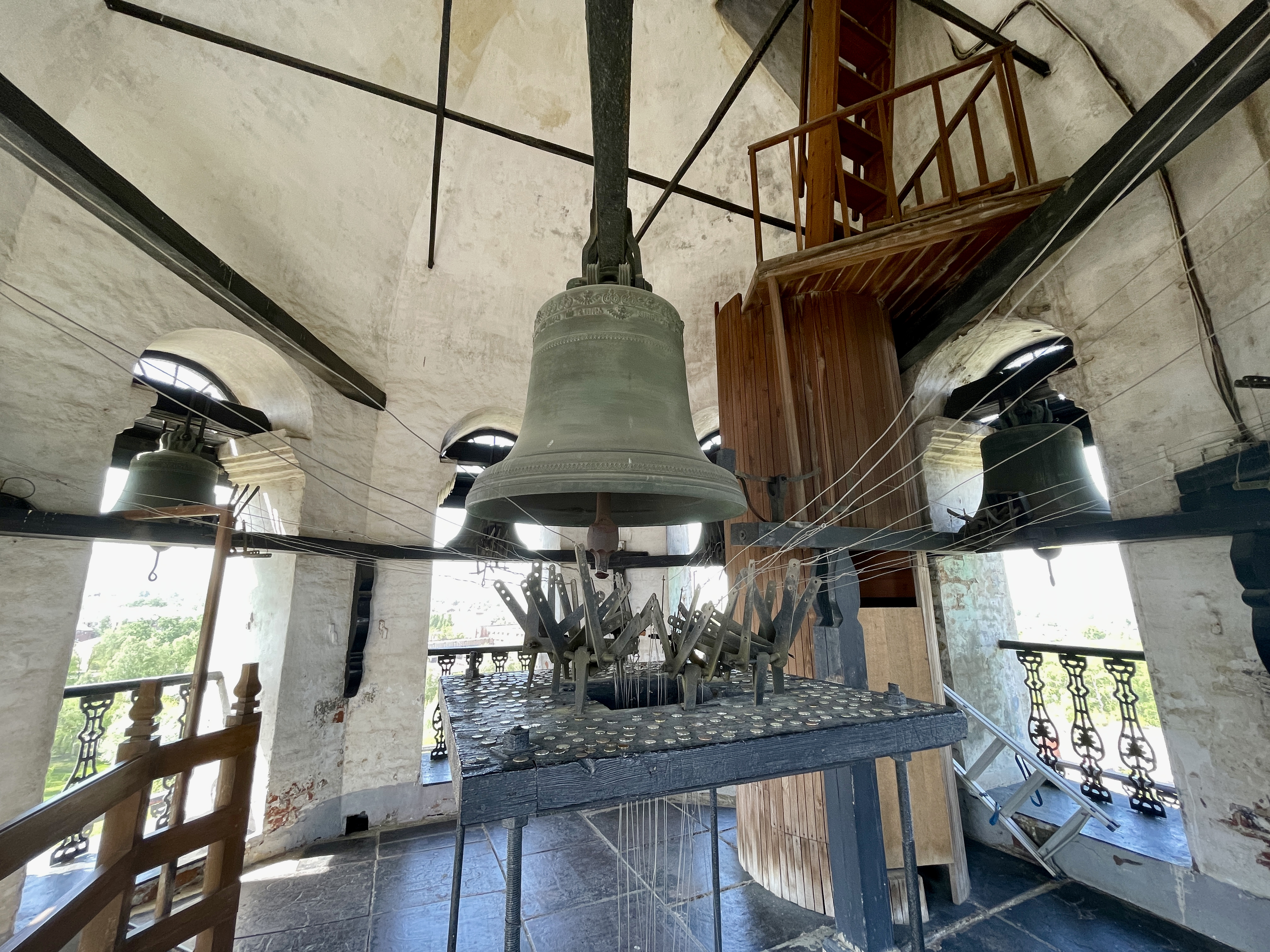
Колокольня
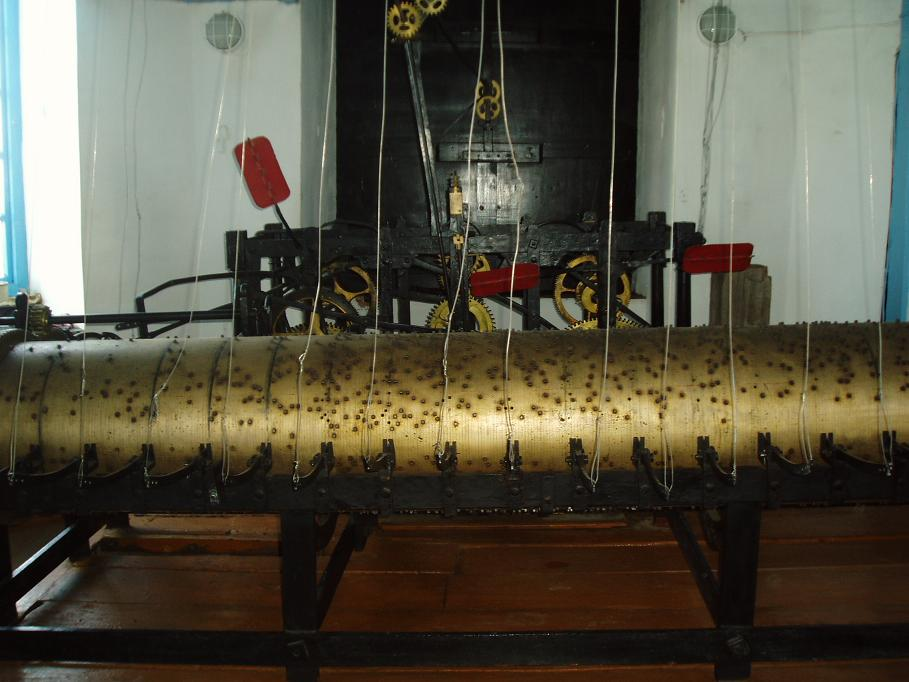
Музыкальный механизм
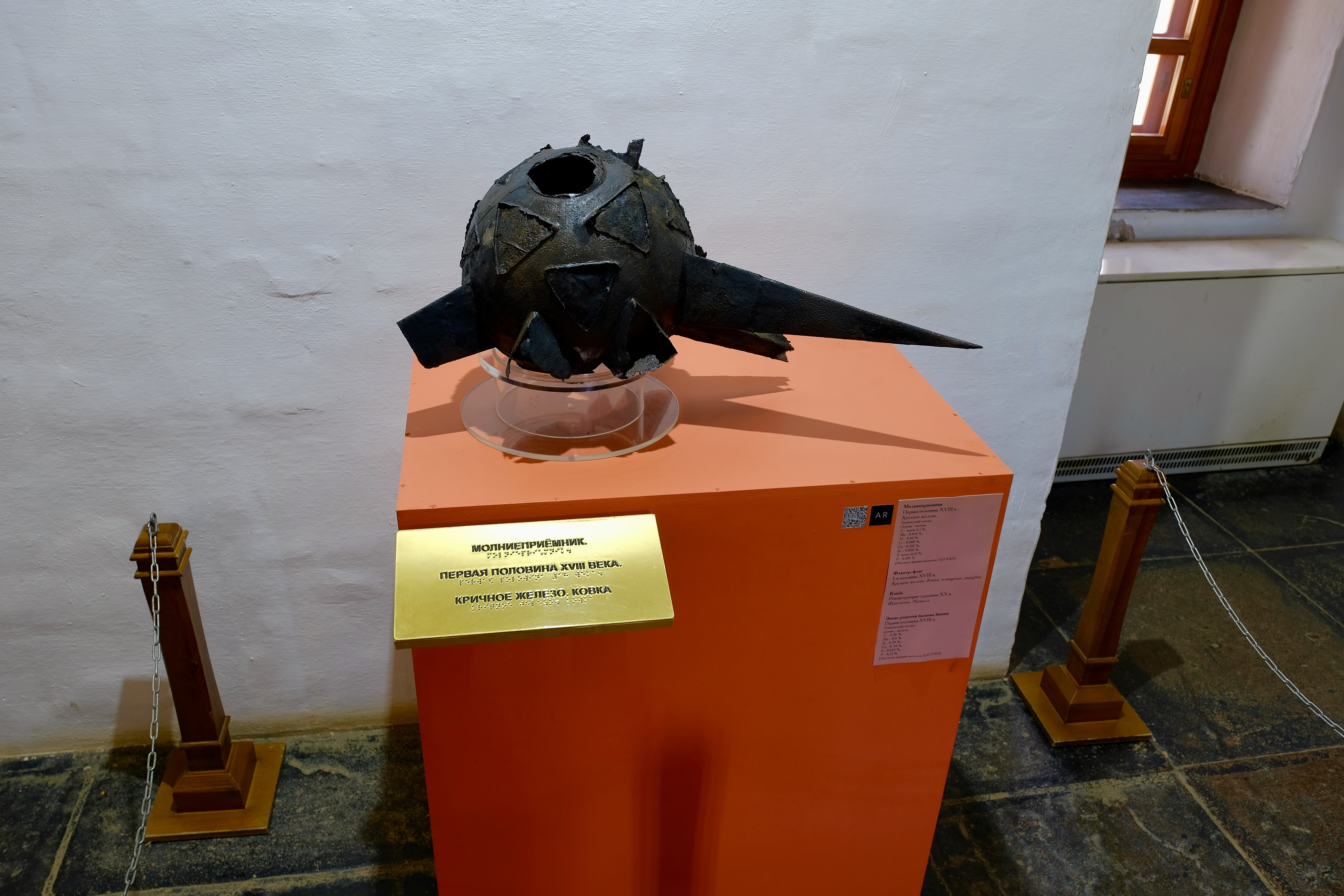
Оплавленный громоотвод в экспозиции музея
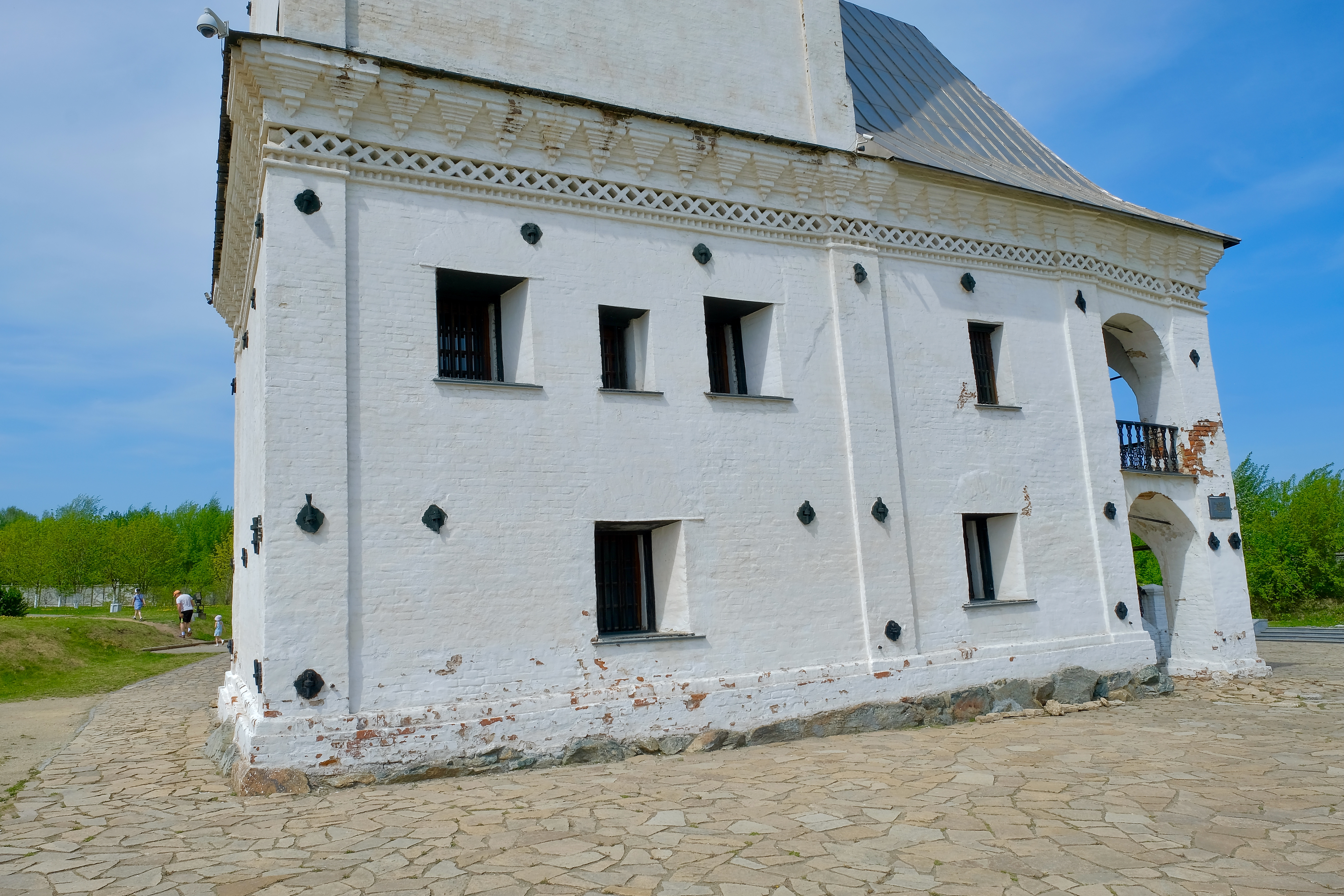
Фундамент и нижний ярус
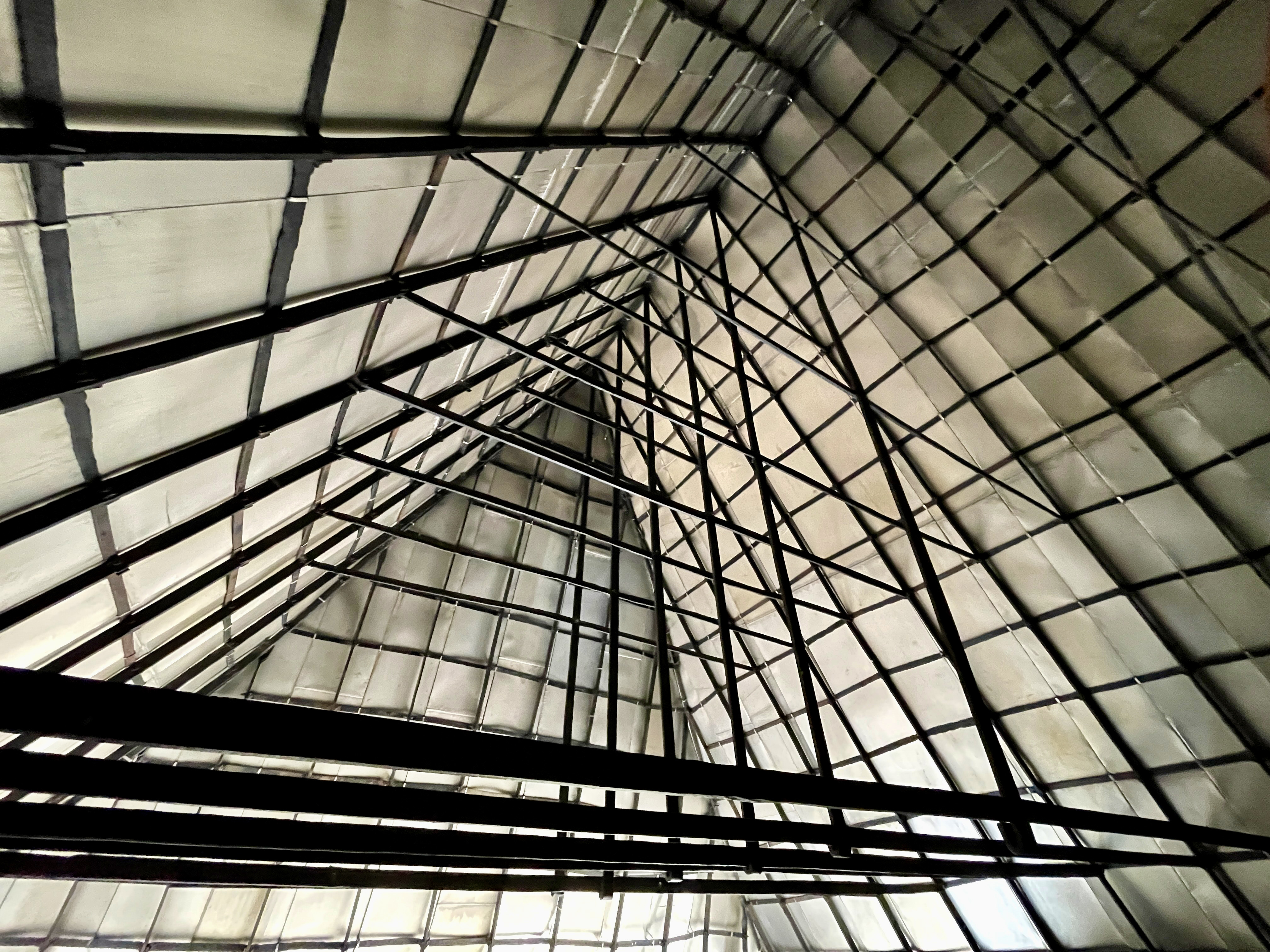
Фермы укрытия (палатки) нижнего яруса
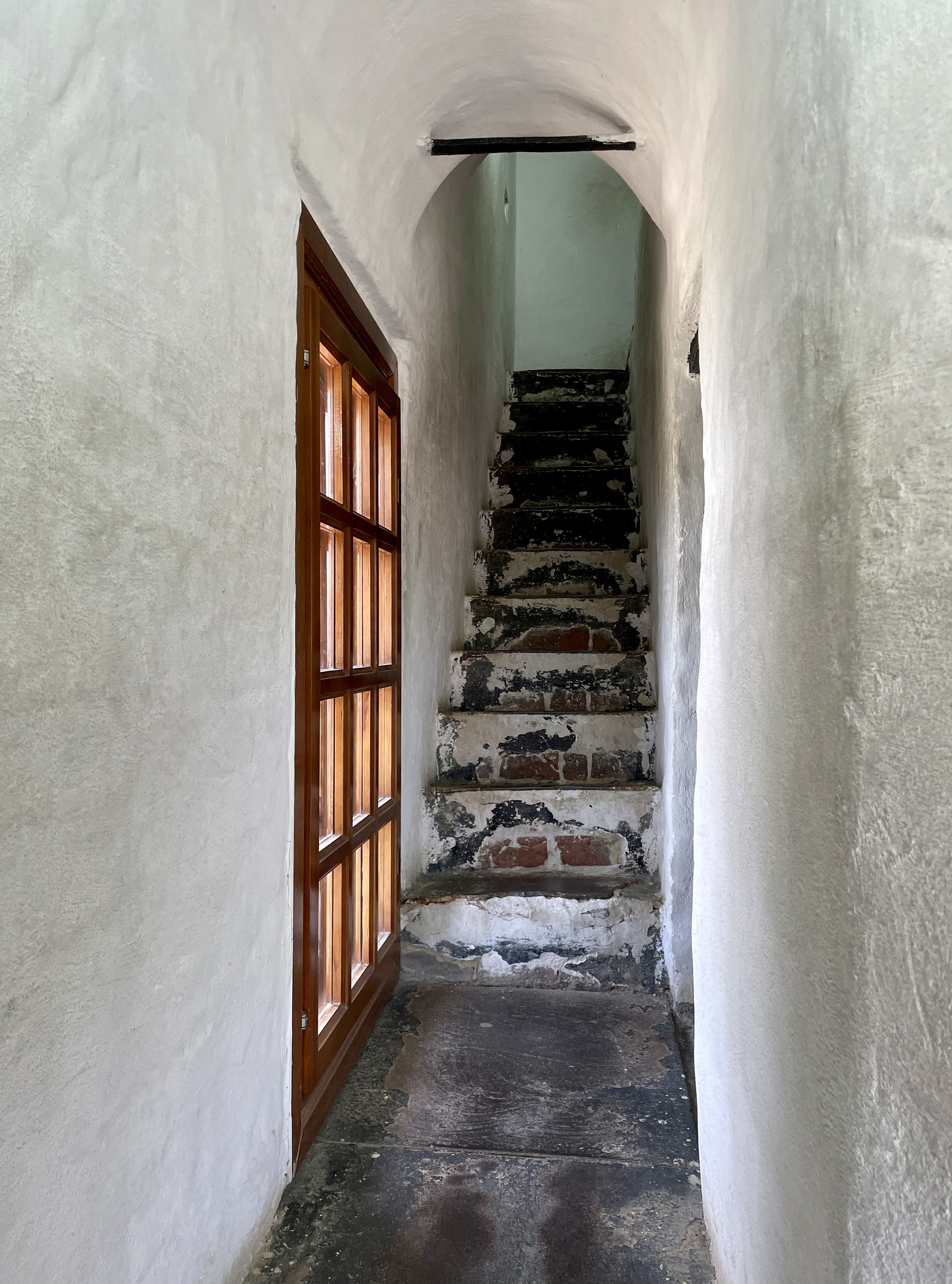
Лестница внутри стены
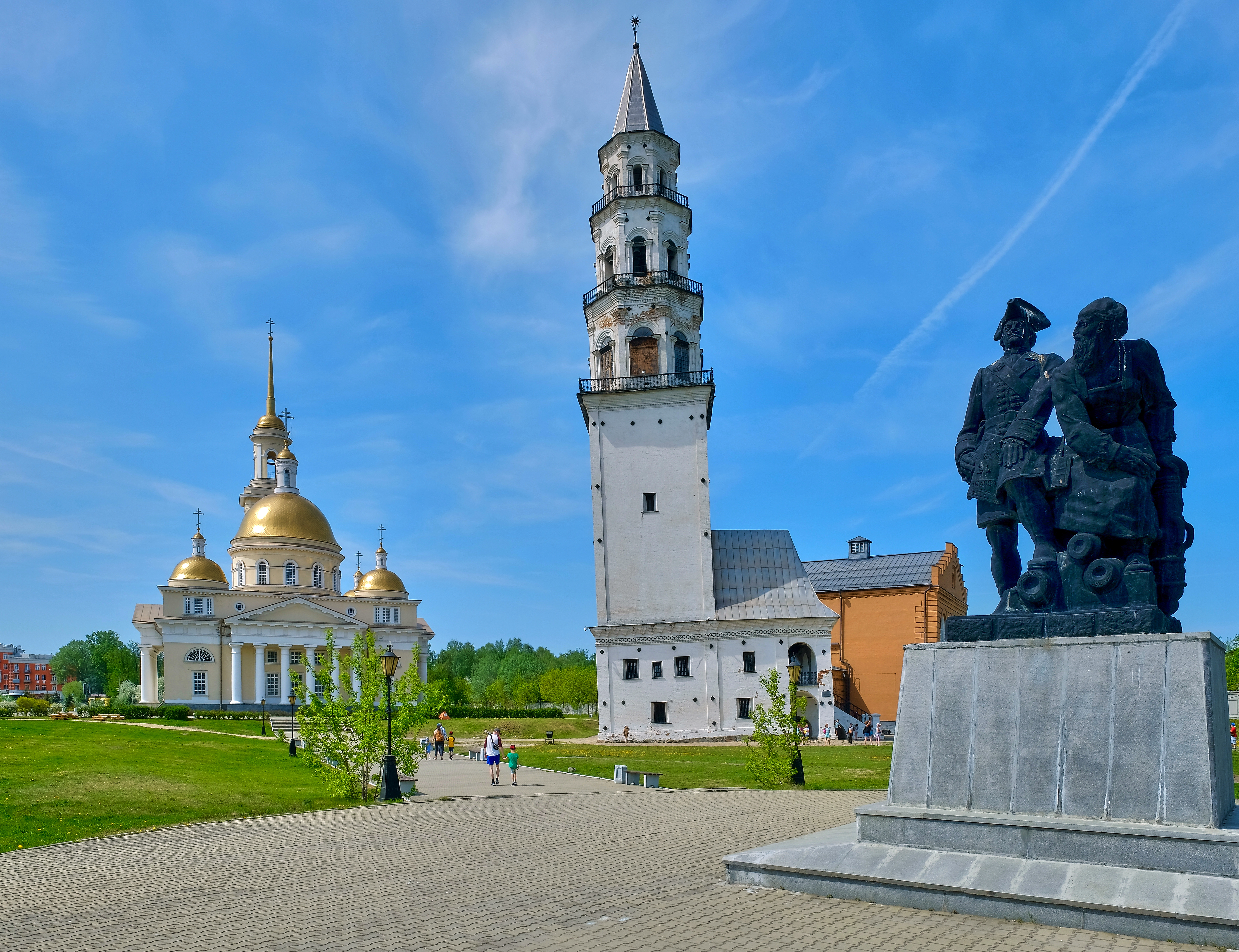
Преображенская церковь, башня и памятник Петру I и Н. Демидову
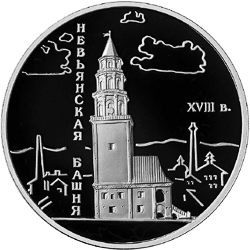
Памятная монета Банка России
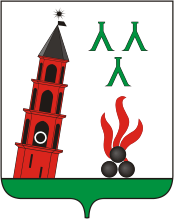
Герб Невьянска